# Jean Gerson

Joannis Gersonii Opera Omnia, 1706

Jean Charlier da Gerson (Gerson, 13 dicembre 1363 – Lione, 12 luglio 1429) è stato un teologo e filosofo francese.

## Biografia
Jean Charlier, detto Jean de Gerson dal suo luogo di nascita, noto anche con il titolo di Doctor Christianissimus, studiò nel collegio di Navarra a Parigi laureandosi in teologia nel 1393. Già noto e apprezzato, succedette nel 1395 nella carica di cancelliere dell'Università parigina a Pierre d'Ailly, mostrando una particolare energia. Dopo l'assassinio del duca d'Orléans nel 1408, accusò il duca di Borgogna, autore dell'attentato, e fece condannare Jean Petit, il suo difensore. La sua fermezza si manifestò anche nei confronti della Chiesa: pur intransigente nei confronti delle dottrine considerate eretiche, come fece nei concili di Pisa e di Costanza, nel quale contribuì alla condanna a morte di Jan Hus e di Girolamo da Praga, sostenne con forza i diritti all'autonomia della Chiesa gallicana, combatté ogni rilassatezza dei costumi ecclesiastici, rivendicò la superiorità del potere del concilio dei vescovi rispetto a quello del papa e si adoperò per la cessazione del Grande Scisma.
Dopo il Concilio di Costanza non poté tornare in Francia, a causa dei disordini allora in corso e si ritirò in Baviera. Durante questo esilio, compose le Consolazioni della teologia, opera in quattro libri. Due anni dopo poté tornare in Francia ma non prese parte a nessun affare pubblico e si ritirò nel monastero lionese dei Celestini, scrivendo e insegnando.
Morì a Lione, il 12 luglio 1429, e il popolo lionese lo ha venerato per secoli come un santo. La sua tomba, presso la quale era stato costruito un altare, attirava molti pellegrini. Tale culto, protrattosi fino al secolo XVI, è scomparso poco a poco al momento della Riforma e delle controversie gallicane.
L'Enciclopedia del Santi - ed. Città Nuova - riporta la sua biografia concludendo: "con serenità, oggi, la storia constata che Giovanni fu, soprattutto alla fine della vita, un profondo mistico e, dall'inizio alla fine, un autentico e fedele servitore di Dio".
Suo singolare merito fu di essersi schierato dal 1401 al fianco di Christine de Pizan nella lunga controversia che la vide opposta alla maggior parte dei professori dell'Università di Parigi circa il Roman de la rose di Jean de Meung.
Dispose inoltre nel suo testamento che il 23 gennaio venisse celebrata una messa in onore allo Sposalizio di Marie e Giuseppe
È tra i probabili autori dell'opera Imitazione di Cristo.

## La teologia
Personaggio di transizione tra Medioevo e Rinascimento, cercò un accordo tra formalisti e terministi, rimproverò a Giovanni Duns Scoto e a Giovanni di Ripa di moltiplicare le essenze e di introdurre nella nozione di Dio forme metafisiche e ragioni ideali, così che il Dio che risulta è una costruzione intellettuale arbitraria. Rifiutò anche l'identificazione platonica di Dio con il Bene o con una natura neoplatonicamente necessaria, rivendicando invece il primato della volontà e della libertà divina, essenziale, a suo avviso, nel Cristianesimo.
La sua teologia è insieme negativa e mistica: seguendo Sant'Agostino, Pseudo-Dionigi l'Areopagita, San Bernardo di Chiaravalle e Riccardo di San Vittore, questa teologia è uno studio sistematico delle esperienze contemplative che egli chiama "Scientia experimentalis". Resta, tuttavia, centrale e necessaria, nella speculazione del Doctor Christianissimus, la teologia accademica e speculativa, la quale è propedeutica e complementare a quella spirituale e mistica.
Scritta in una versione latina e francese La montagne de la contemplation è la descrizione dell'anima che si eleva alla contemplazione di Dio attraverso tre gradi: 1. - la penitenza e l'accettazione delle sofferenze della vita attiva; 2. - il ritiro dell'anima nella solitudine per umiliarsi e aprirsi alla grazia; 3. - la contemplazione dell'anima giustificata dalla grazia. Gerson non considera tuttavia la possibilità di giungere all'estasi della fusione dell'anima con l'essenza divina, giudicandosi indegno.
Come ricorda Etienne Gilson, nel discorso pronunciato davanti al re Carlo VI il 7 novembre 1405, Gerson ricordò le origini della Sapienza dell'Università di Parigi, in ordine: dal primo uomo nel Paradiso Terrestre agli Ebrei e poi agli Egiziani attraverso Abramo (cfr. Giuseppe), poi Atene, Roma e Parigi.

## Opere
- Cinquante-Cinq Sermons et Discours (1389 - 1413)
- Seize Sermons prêchés devant la cour (1389-1397)
- La Montagne de contemplation (1397)
- De restitutione obedientiae (1400)
- De probatione spirituum (1401)[5]
- Trente Sermons prêchés en paroisse (1401-1404)
- Contra vanam curiositatem in negotio fidei (1402)
- Neuf Discours ou Sermons de doctrine (1404-1413)
- Vivax Rex, Veniat Pax (avant 1413)
- Consolatio theologiae (1414-1419)
- De auferibilitate papae ab Ecclesia (1417)
- Trattati: La mendicité spirituelle, Le Triparti, Dialogue spirituel, La médecine de l'âme, l'Examen de conscience et la confession, l'Art de bien vivre et de bien mourir, l'A.B.C. des gens simples, Parlement secret de l'homme contemplatif à son âme, Vision

### Edizioni
- (LA) Opera omnia, vol. 1, Antwerpiae, Sumptibus Societatis, 1706.
- (LA) Opera omnia, vol. 2, Antwerpiae, Sumptibus Societatis, 1706.
- (LA) Opera omnia, vol. 3, Antwerpiae, Sumptibus Societatis, 1706.
- (LA) Opera omnia, vol. 4, Antwerpiae, Sumptibus Societatis, 1706.
- (LA) Opera omnia, vol. 5, Antwerpiae, Sumptibus Societatis, 1706.
- (LA) Œuvres complètes, 10 voll., Paris, Desclée, 1960-1973.
- Teologia mistica, Roma, 1992